# Vraquiers des Grands Lacs

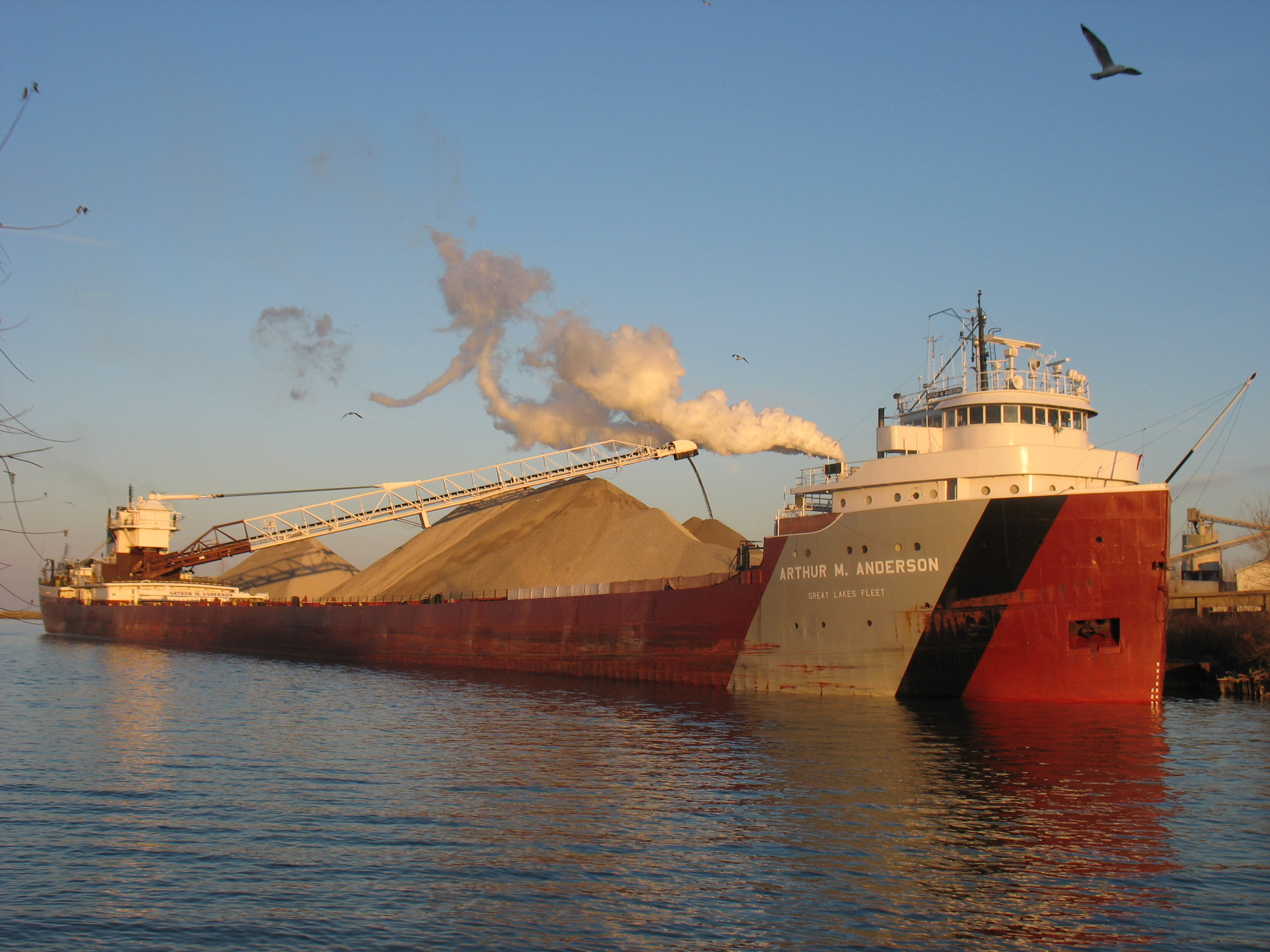
Un vraquier des Grands Lacs, traditionnel,, avec de la timonerie avant et à l'arrière de la salle des machines, également équipé d'un auto-déchargement boom.

Les vraquiers des Grands Lacs (Lake freighter), aussi appelés laquiers (laker), sont des vraquiers qui couvrent principalement les Grands Lacs d'Amérique du Nord. Le terme régional « barge de lac » est également utilisé localement sur le fleuve Saint-Laurent.
Les vraquiers des Grands Lacs transportent des cargaisons en vrac de matériaux comme le calcaire, le minerai de fer, le grain, le charbon ou le sel des mines et des champs vers les zones industrielles très peuplées des lacs. Les 63 ports commerciaux ont traité 173 millions de tonnes de marchandises en 2006. En raison de la glace hivernale sur les lacs, la saison de navigation ne dure habituellement pas toute l'année. Les écluses du Sault, le canal Welland et la Voie maritime du Saint-Laurent sont fermés de la fin décembre à la fin mars, lorsque la plupart des bateaux sont immobilisés. Les membres d'équipage passent ces mois à terre.
Au milieu du XXe siècle, 300 vraquiers des Grands Lacs ont travaillé sur les lacs, mais en ce début de XXIe siècle, il y en a moins de 140 actifs. L'un des plus connus fut SS Edmund Fitzgerald, qui a coulé corps et biens en 1975 lors d'une tempête de novembre sur le lac Supérieur.

## Cargaison
| Le minerai de fer | 60.0  |
| Charbon | 41.3  |
| Calcaire | 37.7  |
| Grain | 12.0  |
| Sel | 8.8   |
| Ciment | 5.2   |
| La potasse | 0.6   |
| Total | 164.6 |
| Source: Les Grands Lacs De Vrac Commerce, 2007 Rapport Statistique Annuel, Le Lac Des Transporteurs De L'Association |       |

Les vraquiers des Grands Lacs sont généralement des transporteurs de vrac; ils transportent des cargaisons de roche, de minerai, de sel ou de grain, dans leurs cales et non pas emballés dans des conteneurs. 
Les cargaisons les plus communes sur les Grands Lacs sont : le calcaire, le grain, le  sel, le charbon, le ciment, le sable et la potasse. Une grande partie de la cargaison fournit les aciéries de l'industrie automobile, centrée autour des Grands Lacs en raison de la facilité de transport. 
La destination des ports, la taille des navires et les restrictions légales affectent grandement le modèle de transport de marchandises. Les navires américains transportaient presque tout le minerai de fer sur les lacs (79 %), des mines américaines aux usines américaines des grands navires américains. Cela reflète l'exigence de la Loi de Jones, ainsi que de l'industrie à l'aide de grands volumes de matériaux tout en étant concentrés dans quelques grands ports. Le sel et le grain canadien peuvent être transportés dans de nombreux petits ports, principalement canadiens, les navires peuvent aussi entrer dans la voie maritime du Saint-Laurent avec la société canadienne des ports de Montréal et de Québec.

## Taille

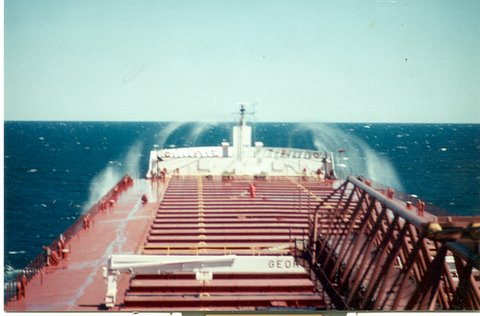
Le M/V George A. Stinson sur le lac Huron.

Les plus grands navires sur lacs sont les 1 000 pieds (1000-footers) (300 m). Ces navires ont une longueur de 1 304 à 1 013,5 pieds (304,8 et 308,9 m), une largeur de 105 pieds (32 m) et une profondeur de coque de 56 pieds (17 m). Ils peuvent transporter jusqu'à 80 115 tonnes de marchandises en vrac, bien que leur chargement dépende des niveaux d'eau du lac, en particulier dans les chenaux et les ports. Une douzaine de ces navires ont été construits, tous construits entre 1976 et 1981, et tous restent en service aujourd'hui. Le plus puissant d'entre eux est le MV Edwin H. Gott, qui utilisait deux moteurs Diesel Enterprise DMRV-16-4 à deux hélices et une puissance de freinage de 19 500 chevaux (14 500 kW), ce qui en fait le bateau lacustre le plus puissant sur la voie maritime. Cela a permis une vitesse maximale de 16,7 miles par heure (14,5 nœuds ou 26,9 km/h). Le MV Edwin H. Gott a été remotorisé en 2011 avec deux moteurs MaK / Caterpillar 8M43C, chacun évalué à 9 650 chevaux-vapeur (7 200 kW). Le MV Paul R. Tregurtha est le plus gros bateau sur les lacs, avec une capacité de 308,91 m et une capacité brute de 68 000 tonnes. Stewart J. Cort, qui est non seulement le premier 1 000 pieds à avoir été mis en service sur les lacs, mais aussi le seul construit dans le style traditionnel des Grands Lacs en avant de la timonerie (bien que tous les logements soient en avant, et le toit arrière est occupé par l'équipement de déchargement automatique et les moteurs), est un autre navire notable. Steward J. Cort a commencé sa vie dans le Mississippi et a navigué comme un navire beaucoup plus petit composé seulement des sections d'arc et de poupe (correctement surnommé "Stubby"), à Érié, en Pennsylvanie, où il a été coupé en deux et 800 pieds supplémentaires de coque ont été ajoutés. Un autre navire intéressant de 1 000 pieds est le Presque Isle, une combinaison de remorqueur et de péniche intégrée. Presque Isle est le plus grand composite remorqueur-chaland au monde.
Tous les 1 000 pieds sont des navires américains. La flotte canadienne doit se rendre à destination et en provenance de ses principales villes le long de la Voie maritime du Saint-Laurent, de sorte que la plus grande longueur pour les navires canadiens est de 230 m (740 pieds) (taille Seawaymax). La raison de cette longueur standard est le canal Welland, qui contourne les chutes du Niagara. Les écluses ont une longueur d'environ 800 pieds (240 m) et, pour des raisons de sécurité, limitent la longueur maximale des navires. En raison de la loi de Jones, les navires canadiens ne peuvent transporter de minerai des mines américaines vers les usines américaines. Ce minerai est la cargaison habituelle des plus gros navires.

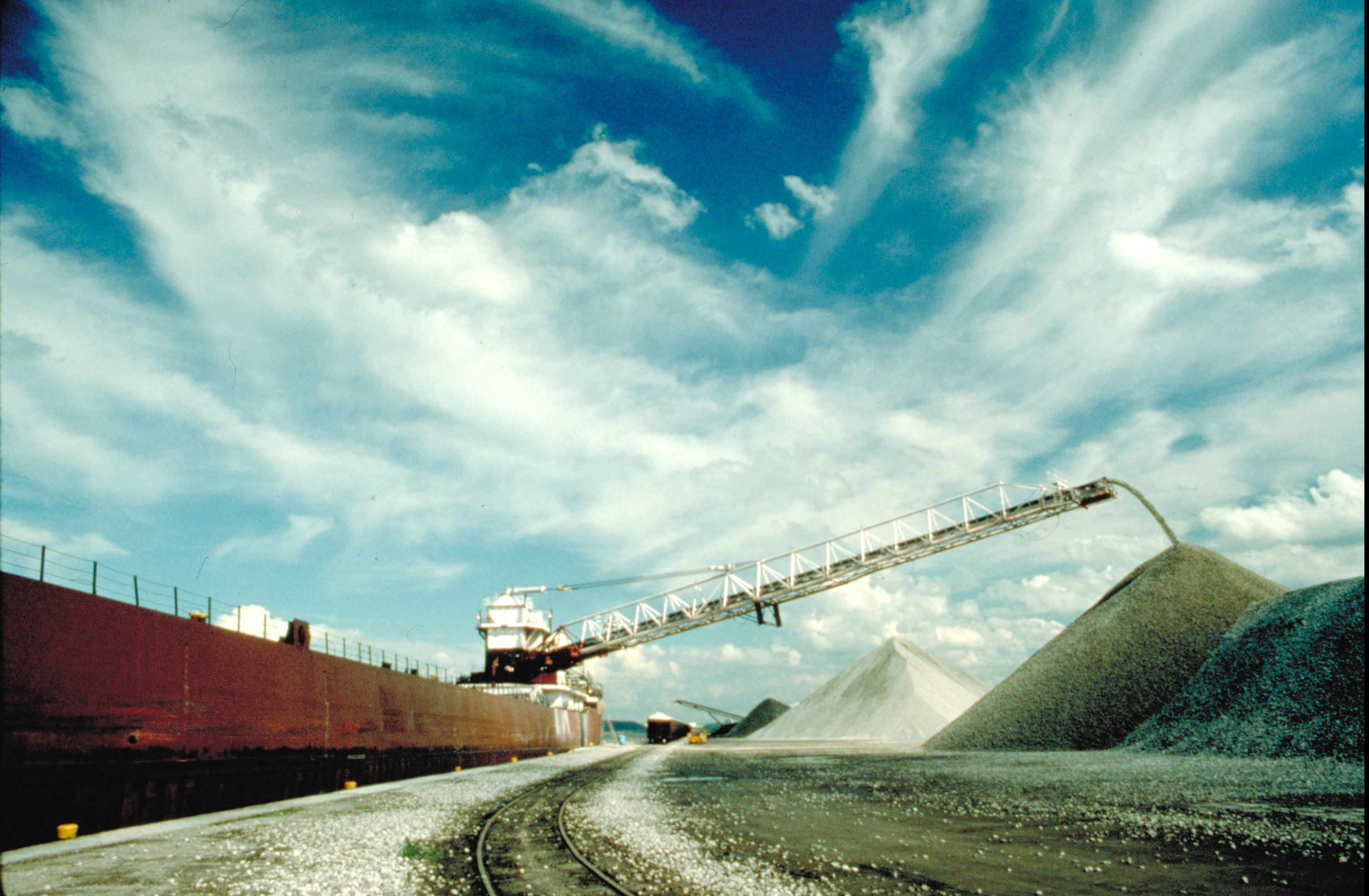
Auto-déchargement de cargo de marchandises en vrac à Duluth, dans le Minnesota.

### Liste des navires de plus de1 000 piedssur les lacs
- Cargos (auto-déchargeurs)

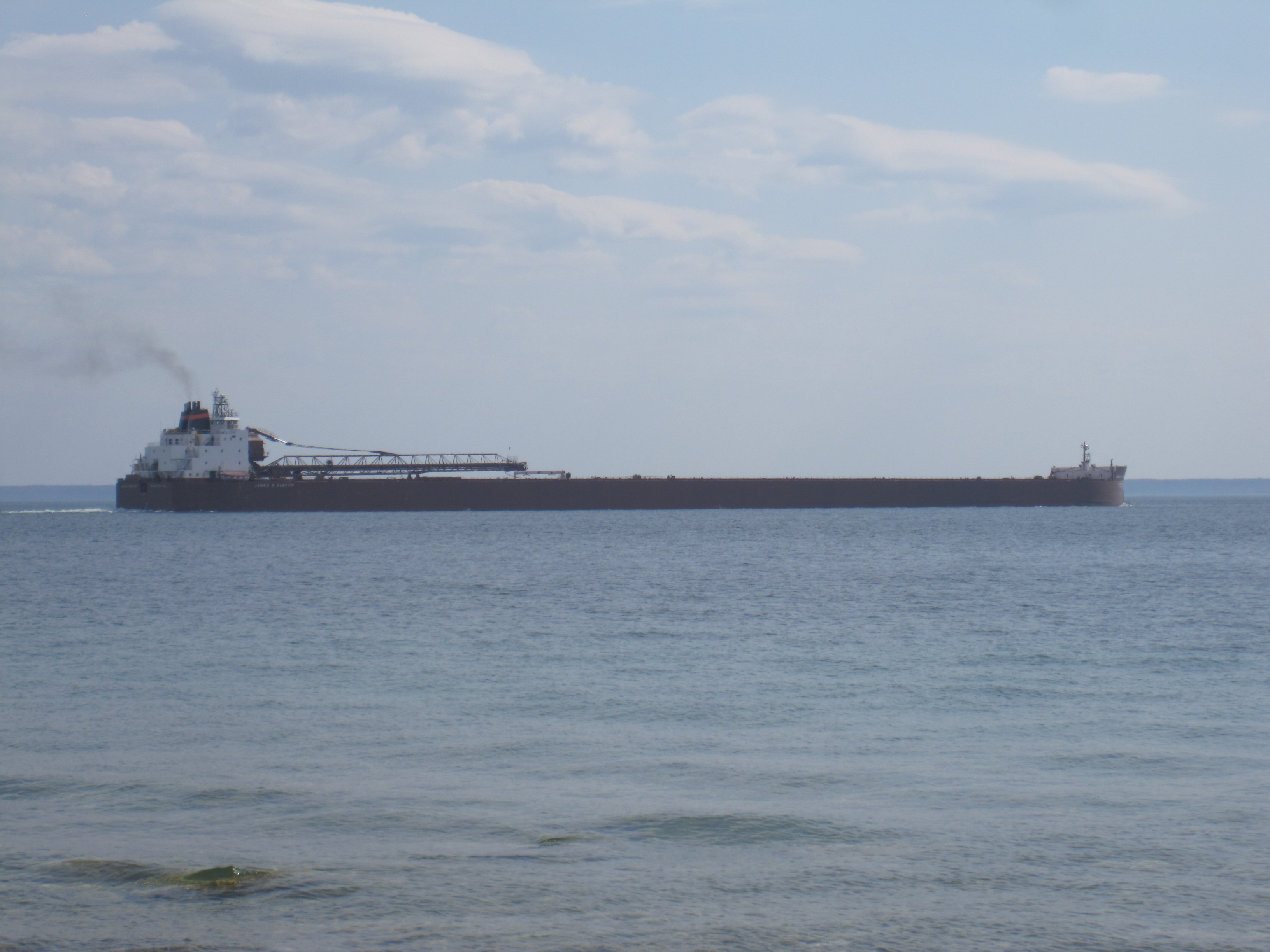
Cargo James R Barker en traversant le détroit de Mackinac

  - American Integrity (1000 ft × 105 ft) (304,81 x 32 m)
  - American Spirit (1004 ft × 105 ft) (306,02 x 32 m)
  - American Century (1000 ft × 105 ft) (304,81 x 32 m)
  - Edgar B. Speer (1004 ft × 105 ft) (306,02 x 32 m)
  - Edwin H. Gott (1004 ft × 105 ft) (306,02 x 32 m) moteurs les plus puissants sur les Grands Lacs.
  - James R. Barker (1004 ft × 105 ft) (306,02 x 32 m) 1re norme de construction de 1000 pied de page
  - Mesabi Miner (1004 ft × 105 ft) (306,02 x 32 m)
  - Paul R. Tregurtha (1013 ft 6 in × 105 ft) (308,91 x 32 m) le plus grand bateau sur les Grands Lacs
  - Stewart J. Cort (1000 ft × 105 ft) (304,81 x 32 m) Premier bateau de 1000 pieds sur les Lacs
  - Burns Harbor (1000 ft × 105 ft) (304,81 x 32 m)
  - Indiana Harbor (1000 ft × 105 ft) (304,81 x 32 m)
  - Walter J. McCarthy Jr. (1000 ft × 105 ft) (304,81 x 32 m) Capacité de fret la plus élevée (80 115 t)
- Remorqueur/chaland combinaison (ITB)
  - Presque Isle (1000 ft × 104 pi 7 po) (304,81 x 31,88 m) à 1000 pieds remorqueur-barge

## Conception

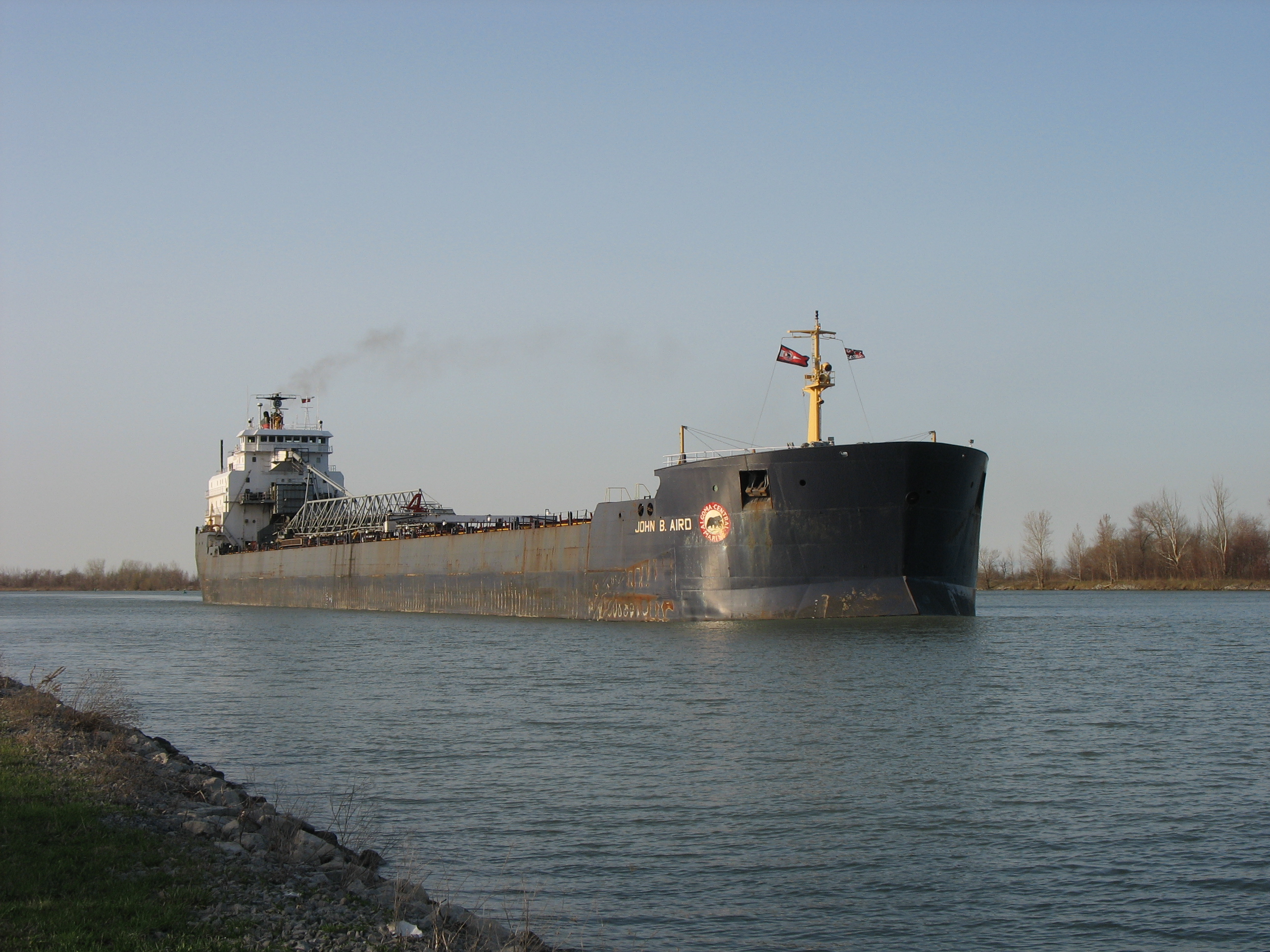
MV John B. Aird (1983).

Parce que ces navires doivent traverser les écluses de la voie navigable des Grands Lacs, ils ont tous des caractéristiques communes et leur apparence diffère de celle des cargos de haute mer. Par exemple, ils sont plus étroits et généralement plus longs. Une première variante du type (conçu par Alexander McDougall et construit de 1887 à 1898) était la conception de «whaleback», qui a comporté le frégatage significatif dans les côtés de la coque et un arc arrondi, ressemblant plutôt au dos d'une baleine. Là où la superstructure d'un cargo ordinaire avait l'habitude d'avoir le pont au centre du navire, les cargos de lac ont typiquement le pont et la superstructure associée sur l'arc. Traditionnellement, ils avaient un deuxième îlot, au-dessus de la salle des machines à l'arrière. Ces deux bateaux cabines ont été construits entre 1869 et 1974. R. J. Hackett a créé le style et le second Algosoo a été le dernier navire conçu de cette façon. Les vraquiers des Grands Lacs construits plus récemment, comme CSL Niagara, ont un seul grand îlot de superstructure à la poupe.

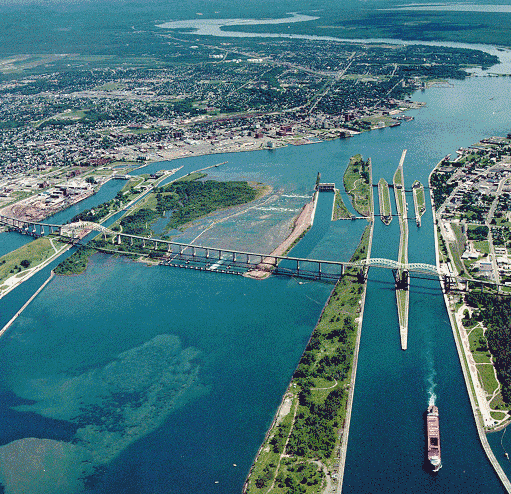
Un Lac cargo laissant la Soo Locks (en bas à droite). Michigan sur la droite de premier plan, de l'Ontario et de l'arrière-plan.

Les vitesses des navires ne sont pas aussi importantes sur les lacs que sur l'océan. Les ports sont souvent plus proches les uns des autres que dans le commerce océanique, de sorte que la capacité de chargement est plus importante que la vitesse. Les navires de lac sont conçus avec le plus grand "coefficient de boîte" pour maximiser la taille du navire dans les nombreuses écluses du réseau Grands Lacs / Voie maritime du Saint-Laurent. Par conséquent, les concepteurs de navires ont favorisé les arcs bluff sur les arcs simplifiés. Après la Seconde Guerre mondiale, plusieurs cargos et pétroliers ont été transportés dans les Grands Lacs et convertis en vraquiers afin d'acquérir des navires à bon marché. Plusieurs d'entre eux ont bien servi dans le rôle et continuent à naviguer aujourd'hui (Lee A. Tregurtha, et quelques autres).
Une autre caractéristique distinctive des navires du lac par rapport aux navires océaniques est la configuration de la trappe de chargement. Sur les navires du lac, les écoutilles sont traditionnellement espacées de 7,3 m (24 pieds). Cette configuration était nécessaire pour faire correspondre les trappes aux installations de chargement. Au début du XIXe siècle, la plupart des installations de chargement de minerai disposaient de goulottes de chargement espacées de 3,7 m (12 pieds). Les concepteurs de navires ont utilisé ce modèle pour leur configuration de trappe. Cette tendance se poursuit aujourd'hui, même avec les navires modernes du lac. Un navire de lac a beaucoup plus de trappes qu'un navire océanique de longueur égale.

## La durée de vie

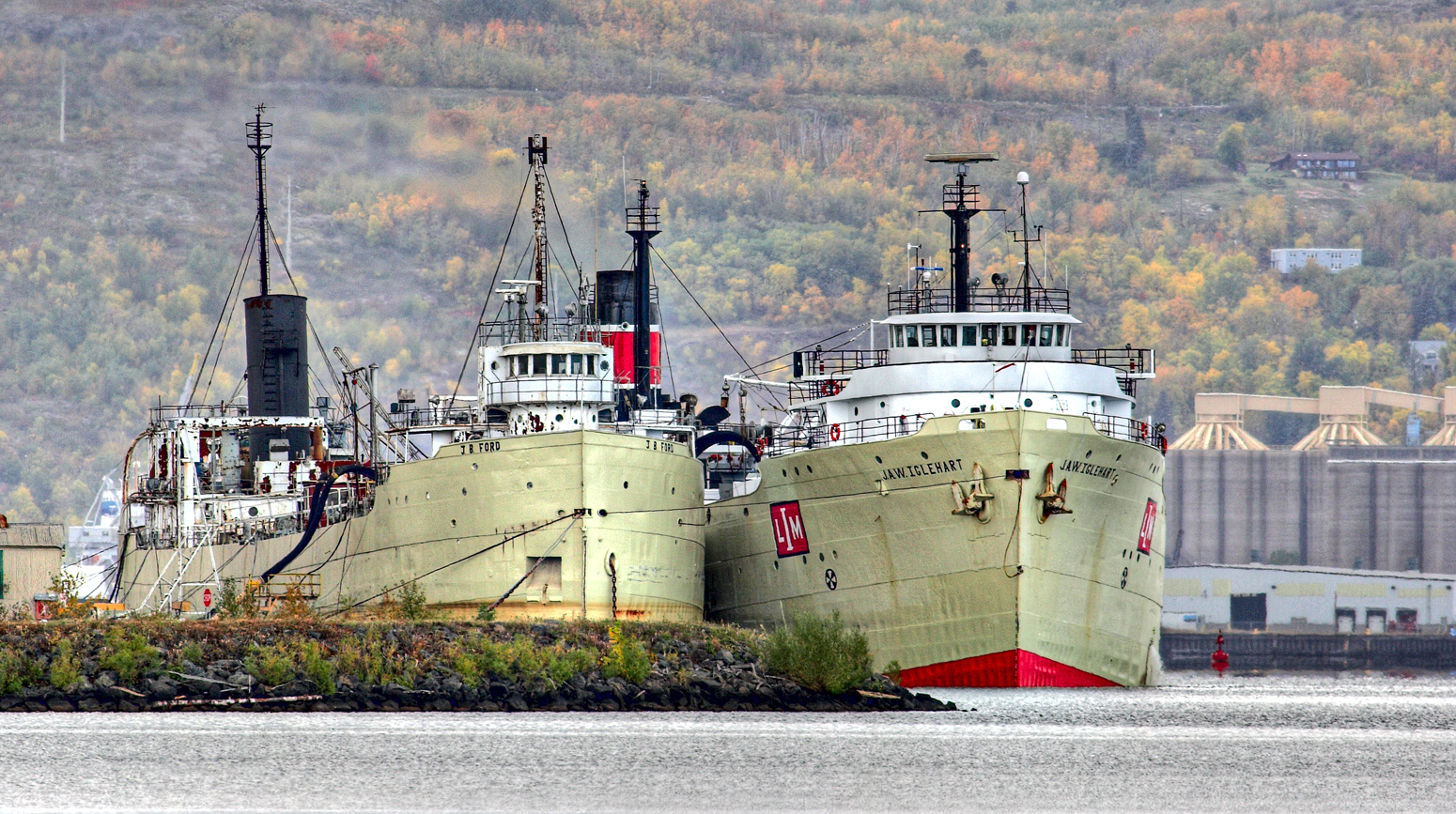
En 2006, J. Ford (à gauche) utilisait le stockage de ciment à l'âge de 102 ans avec J. A. W. Iglehart (à droite) dans son dernier mois d'une carrière de 70 ans, elle a notamment survécu à une attaque de sous-marins en Atlantique pendant la Seconde Guerre mondiale.

Comme les lacs d'eau douce sont moins corrosifs pour les navires que l'eau salée des océans, beaucoup de vraquiers des Grands Lacs restent en service pendant de longues périodes et la flotte a un âge moyen beaucoup plus élevé que la flotte océanique. La durée de vie moyenne d'un laqueur est de 40 à 50 ans, mais les navires de plus de 50 ans ne sont pas rares. 

### Nouveau cargos
Certaines compagnies de navigation construisent de nouveaux cargos pour sillonner les eaux des Grands Lacs. Voici les nouveaux cargos utilisés ou qui seront lancés pour être utilisés dans les Grands Lacs:
- Algoma-Marin construit par Chengxi chantier naval de Jiangyin, en Chine, livré en août 2011 pour Algoma Central Corporation[1],[2].
- Classe Équinoxe - une nouvelle classe de vraquiers des Grands Lacs (cinq commandés par Mingde chantier Naval de Nantong, Chine) et sont entrés en service en 2013-2014 pour Algoma Central. Une classe de navire est créée chaque fois qu'un nouveau design est utilisé pour construire un bateau et qui est notable lorsque plusieurs navires sont construits à la même conception des plans[3]. Les navires seront utilisés comme transport de vrac (deux motorisations bulk cargo et trois auto-déchargements d'un navire). le premier de la série, Algoma Équinoxe, a été lancé en 2013.
- Classe Trillium - une nouvelle classe de cargo d lac livrée pour la Canada Steamship Lines en 2012 (Baie Saint-Paul) et 2013 (Whitefish Bay, Thunder Bay et Baie-Comeau). Une paire supplémentaire (CSL Welland et CSL St-Laurent) a commencé le service sur les Grands Lacs en 2015. Conception du contrat par Cooke Architecte Naval Consultants Inc. au Canada.

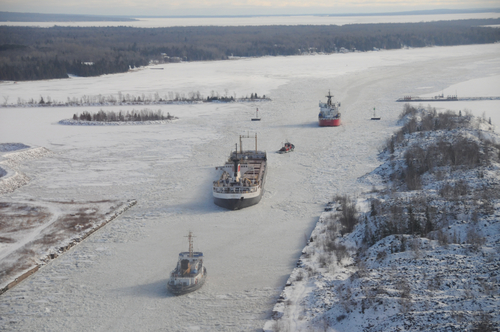
Cedarglen piégé dans la glace pendant un voyage de décembre jusqu'à ce qu'il soit libéré par deux brise-glace de la Garde côtière américaine.

## Sources
(décembre 2017).
- Welcome to Great Lakes Shipping
- "Ship fans mourn scrapping of the Calumet", http://blog.mlive.com/grpress/2007/12/port_colborne_ontario_killer.html, Jim Nichols, Press News Service, December 30, 2007, accessed July 7, 2008.
- "Giant Jaws Upload Ore Ship." Popular Mechanics, May 1953, pp. 74-77.
- Welcome to Great Lakes Shipping, Know Your Ships.
- (en) « Fleet Renewal - Seaway Marine Transport », sur seawaymarinetransport-new.com via Wikiwix (consulté le 27 novembre 2023)
- http://www.seawaymarinetransport.com/images/TheCurrent71.pdf
- « Canadian company orders five lakers, Wheat Board orders two others »(Archive.org • Wikiwix • Archive.is • Google • Que faire ?), John Snyder, Issue #149, August 2011
- Great Lakes Shipwreck Museum Archived 2009-12-17 at the Wayback Machine., accessed Feb 28, 2009
- The Great Lakes Shipwreck File, David D. Swayze, 3 octobre 2008.
- Wreck of the Carl D., Michael Schumacher, Bloomsbury, 2008,  (ISBN 978-1-59691-484-1).
- Dredging on the Great Lakes, U.S. Army Corps of Engineers, July 31, 2006.
- « Home », sur Green Bay Press-Gazette (consulté le 4 septembre 2020)
- (en) « Schoonmaker rechristened », sur The Blade, 2 juillet 2011 (consulté le 4 septembre 2020)
- The Columbus Dispatch Staff, « Home », sur dispatch.com, The Columbus Dispatch, 19 avril 2023 (consulté le 19 avril 2023)
- (en) Brady Slater, « One final sail set for J.B. Ford / Duluth News Tribune » , sur duluthnewstribune.com, 9 octobre 2015 (consulté le 4 septembre 2020)